# Estadio Alejandro Ramos Turcio
El estadio Alejandro Ramos Turcios es un estadio de fútbol de Nicaragua que se encuentra ubicado en el municipio de Jalapa. En este escenario, que cuenta con capacidad para 2.000 personas, hace las veces de anfitrión el equipo de fútbol del ART Municipal Jalapa.